# Виле ди Корзано (Сијена)
Виле ди Корзано је насеље у Италији у округу Сијена, региону Тоскана.
Према процени из 2011. у насељу је живело 408 становника. Насеље се налази на надморској висини од 273 м.